# Enicospilus aequalis
Enicospilus aequalis là một loài tò vò trong họ Ichneumonidae.